# 鮑龍 (嘉靖戊戌進士)
鮑龍（1499年—？），字時化，號南田，山西潞安府長治縣人，民籍，明朝政治人物。

## 生平
嘉靖元年（1522年）壬午科山西鄉試第三十名舉人，嘉靖十七年（1538年），登戊戌科會試第三百二名，第三甲第二十一名進士。授直隸崑山知縣，御倭寇有功，迁刑部主事，出为四川河州同知、直隶顺德府通判、甘肃秦州知州、陕西庆阳府同知。

## 家族
曾祖鮑鐸；祖父鮑智，曾任典史；父鮑才。前母王氏；母王氏。永感下。